# M/S Stena Horizon
M/S Stena Horizon är ett RoPax-fartyg som för närvarande är i trafik mellan Travemünde och Liepāja. Tidigare i trafik mellan Rosslare i Irland och Cherbourg-en-Cotentin i Frankrike för Stena Line och ägs av Levantina Trasporti, Bari, Italien
Fartyget är det fjortonde i det som utvecklades till den mycket långa serien av RoPax-fartyg från Visentini, med 24 levererade fartyg mellan 1997 och 2011.

## Historik
Fartyget levererades 2006 som M/S Cartour Beta till Levantina Trasporti, Bari, Italien och sattes i trafik för Caronte Turist, Italien. År 2011 chartras det ut till Celtic Link för linjen Rosslare - Cherbourg.
2014 blir Stena Line ny operatör och fartyget får namnet M/S Stena Horizon. Stena har sedan dess använt fartyget på olika linjer från Irland. Dock huvudsakligen på linjen Rosslare - Cherbourg, dvs samma linje som hon trafikerade för Celtic Link, vilka lade ner sin verksamhet i samband med att Stena Line tog över fartyget.